# 징크스의 연인
《징크스의 연인》은 2022년 6월 15일부터 2022년 8월 4일까지 방영된 KBS 2TV 수목 드라마이다.

## 기획 의도
아무리 노력해도 뜻대로 안 되는 일은 어쩔 수 없다.
사람들은 그것을 ‘운명’이라고 부른다.
그래서 사람들은 행운이 자신에게 찾아오기를 바란다.
그게 일어날 수 없는 일이라도!
느닷없이 로또라도 당첨되길, 내가 산 아파트 가격이 한없이 오르길, 어제 산 주식이 폭등하길 원한다.
하지만 그보다도 좋은 운이란, 좋은 사람이 나에게 오는 것 아닐까?
그렇다면 좋은 사람이 오길 기다리지만 말고, 내가 먼저 좋은 사람이 되어주는 건 어떨까? 내가 먼저 나의 가족과 이웃들에게 좋은 사람이 되고, 나의 좋은 기운으로 주변 사람들을 물들여, 내 가족과 내 이웃들을 좋은 사람으로 변화시키는 건 어떨까? 그럼 좋은 사람이란 뭘까?
다정하고 착하기만 한 사람?
남들에게 듣기 좋은 말만 해주는 사람?
진정 선한 사람은, 약한 자를 도울 줄 아는 측은지심과, 불의에 용감히 맞설 줄 아는 정의로움을 지닌 자가 아닐까?
섬세하고 다정하며, ‘운명’을 뛰어넘어 자신의 소중한 존재들을 ‘필연’으로 만들 줄 아는 사람.
그래서 이제부터, 선한 사람들이 좋은 운을 만들어가는 이야기를 하고 싶다.
우리의 주인공인 슬비와 수광이가 온갖 고난을 이겨내며, 좋은 기운으로 주변 사람들에게 행운을 퍼뜨리는 이야기. 그리고 떨어질 수 없는 두 사람이 그 안에서 만들어내는 필연 같은 로맨스.
지금 시작하자.

## 방송 시간
| 방송 채널 | 방송 기간                                            | 방송 시간                           | 방송 분량             |
| --------- | ---------------------------------------------------- | ----------------------------------- | --------------------- |
| KBS 2TV   | 2022년 6월 15일 ~ 2022년 6월 16일 [1회~2회] (본방송) | 수요일, 목요일 밤 9:50 ~ 11:10      | 80분 (중간 광고 포함) |
| KBS 2TV   | 2022년 6월 22일 ~ 2022년 8월 4일 [3회~16회] (본방송) | 매주 수요일, 목요일 밤 9:50 ~ 11:00 | 70분 (중간 광고 포함) |

## 제작진

### 제작사
- 빅토리콘텐츠 : (MBC 주말연속극 《당신은 너무합니다》, KBS2 월화미니시리즈 《달이 뜨는 강》, TV조선 토일드라마 《바람과 구름과 비》 등 제작)

### 제작
- 조윤정

### 극본
- 장윤미 : ( 네이버 TV 웹드라마 《아직 헤어지지 않았기 때문에》(집필), 영화 《고양이: 죽음을 보는 두 개의 눈》(각본), 영화 《마담 뺑덕》(각본), 영화 《마돈나》(각색), 영화 《럭키》(각본), 영화 《점박이 한반도의 공룡 2: 새로운 낙원》(각본), 영화 《힘을 내요, 미스터 리》(각본) 등 집필 )

### 연출
- 윤상호 : ( MBC 수목 특별기획 드라마 《태왕사신기》(공동연출), SBS 금요드라마 《비천무》(연출), MBC 주말 미니시리즈 《탐나는도다》(공동연출), tvN 월화 특별기획 드라마 《버디버디》(연출), TV조선 주말 특별기획드라마 《고봉실 아줌마 구하기》(연출), 네이버 TV 웹드라마 《아직 헤어지지 않았기 때문에》(연출), TV조선 금토 미니시리즈 《백년의 신부》(연출), 중국 후난TV 특별기획드라마 《지인단신재일기》(연출), SBS 드라마스페셜 《사임당, 빛의 일기》(연출), MBC 토요 특별기획드라마 《이몽》(연출), TV조선 주말 특별기획드라마 《바람과 구름과 비》(연출), KBS2 월화 미니시리즈 《달이 뜨는 강》(연출), KBS2 월화 미니시리즈 《커튼콜》(연출), 영화 《메이》(감독), 영화 《아 유 레디?》(감독) 등 연출 )

## 등장 인물

### 주요 인물
- 서현 : 이슬비/오경자(21세) 역 (아역 : 동예윤) - 사람의 미래를 보는 신비로운 능력을 가진 여자
- 나인우 : 공수광/고명성(26세) 역 (아역 : 장선율) - 서동시장에서 <행운 생선가게>를 운영하는 생선장수
- 전광렬 : 선삼중(57세) 역 - 금화그룹 회장, 민준의 아버지
- 윤지혜 : 미수(47세) 역 - 슬비의 어머니, 예지력을 가진 무녀
- 기도훈 : 선민준(26세) 역 - 금화그룹 전략기획본부장, 삼중의 아들

### 예언의 무녀와 그 사람들
- 이훈 : 정현태(50세) 역 - 20년 전, 미수와 선삼중 사이의 악연의 출발점이 된 사내. 20년간 감옥에서 복역하다가, 출소한다.

### 금화그룹 관련 사람들
- 차광수 : 선일중(59세) 역 - 삼중의 형, 대부 업체인 은성캐피탈의 실소유주. 수감자.
- 최정우 : 선동식(28세) 역 - 일중의 아들, 민준의 사촌.수감자.
- 정욱 : 차 비서(50세) 역 - 삼중의 수행비서. 삼중의 모든 비밀을 알고 있으며, 삼중의 온갖 더러운 일들을 뒤처리하는 인물

- 정인겸 : 선주철(79세) 역 - 선삼중의 아버지, 금화그룹 창업주 (특별출연)

### 서동시장
- 우현 : 박성덕(60세) 역 - 고씨 아저씨의 지인. 수산물 도매센터를 운영하며, 서동시장 상인회장이기도 하다.

- 홍석천 : 홍석기(50대) 역 - 여성복만 취급하는 옷가게 총각
- 황영희 : 방현숙(55세) 역 - 수광의 옥탑방 건물주, 통닭집 사장. 수광에게 말 걸면 재수 없다며 종이에 써서 의사소통하고, 아들 딸에게도 수광과 대화하지 말라고 엄하게 단속하는 아줌마

- 이선정 : 오은정(25세) 역 - 방여사의 딸, 공무원 시험 준비생. 수광 바라기
- 김현빈 : 오은수(18세) 역 - 방여사의 아들, 거만한 고등학생
- 황석정 : 윤이영(50대) 역 - <스마일 수산>을 운영, 시장에서 수광의 라이벌 생선가게이다.
- 김정태 : 강호재(40대) 역 - 스마일댁 남편, 가게에 나와서 일하는 경우가 없다. (특별출연)
- 김동영 : 왕윤호(33세) 역 - 사채업자. 대부업체 <거성 대부>의 서동시장점 지점장, 아픈 아들을 홀로 키운다.

- 박상원 : 피대식(23세) 역 - 왕실장의 부하, 슬비와 수광을 위협하는 인물
- 장윤서 : 장영우(19세) 역 - <영우네 밥집>이라는 반찬가게 겸 가정식 백반집의 아들, 발달장애아. 지능은 약 9살 정도, 사회성이 많이 미숙하다.
- 강학수 : 장경철(50세) 역 - <영우네 밥집> 사장, 영우의 아버지. 발달장애아인 아들 영우가 독립할 수 있는 성인으로 성장해주길 바라고 있다.

- 윤서정 : 영우네(50세) 역 - <영우네 밥집> 안사장, 영우의 어머니. 마음이 따뜻하고 슬비와 수광에게 먹을 것도 잘 챙겨준다.

### 그외 사람들
- 이호정 : 조장경(24세) 역 - 장근의 여동생, 민준의 약혼녀. 해외유학을 마치고 얼마 전에 한국에 들어왔다. 정략 결혼의 상대자이지만 민준을 진심으로 좋아하고 있다.

- 조한결 : 조장근(27세) 역 - 수광과 민준과 동식의 친구, 금화종합병원장 아들, 2년 전 수광의 죽음 이후, 친했던 친구들과의 사이가 전부 서먹서먹해져 버렸다. 장경의 오빠

- 유하복 : 고씨 아저씨(40대 후반) 역
- 김난희 : 민 선생(42세) 역 - 금화 그룹이 숨기고 있는 슬비 모녀를 관리하는 선생
- 조지현
- 권우현
- 김범석
- 신희국 : 김 순경 역
- 송혜인 : 슬비와 미수를 담당하는 스탭 역
- 이주미 : 슬비와 미수를 담당하는 스탭 역
- 김규연 : 슬비와 미수를 담당하는 스탭 역
- 어유진 : 꽃집아가씨 역
- 유준아 : 영양사 역
- 박노식 : 택시기사 역
- 옥주리 : 생선가게 손님 역
- 이규섭 : 조폭 역
- 최윤빈
- 나다운
- 김일현 : 문웅 역 - 소아암 전문의, 일명 '웅곰'
- 이상찬
- 안수빈
- 탁호진
- 장준호 : 성화병원 원장 역
- 미상 : 왕 실장의 동생 역
- 미상 : 할머니 역
- 미상 : 이웃 역
- 미상 : 의사 역
- 미상 : 무당 역
- 김보연 : 은옥진 역
- 미상 : 신부 역

### 아역
- 송민재 : 현수 역 - 왕 실장의 아들, 안구암 환자

### 특별출연
- 윤유선 : 수광엄마 (45세) 역 - 남편을 잃고, 생선가게를 운영하며 아들인 수광만 잘되기를 바라는 선하고 인자한 엄마 (1회)
- 최유화 : 무녀 역 (1회)
- 이지훈 : 무녀의 후예를 데려간 남자 역 (1회)
- 김희정 : 무녀의 후예 역 (1회)

## 시청률
최저 시청률과 최고 시청률은 시청률 조사회사와 지역별로 시청률에 차이가 있을 수 있습니다.
| 2022년 | 2022년   | 2022년         | 2022년       | 2022년 |
| 회차   | 방송일   | AGB 시청률     | AGB 시청률   |        |
| 회차   | 방송일   | 대한민국(전국) | 서울(수도권) |        |
| ------ | -------- | -------------- | ------------ | ------ |
| 제1회  | 6월 15일 | 3.9%           | 4.1%         |        |
| 제2회  | 6월 16일 | 4.3%           | 4.4%         |        |
| 제3회  | 6월 22일 | 4.2%           | 4.2%         |        |
| 제4회  | 6월 23일 | 4.5%           | 4.1%         |        |
| 제5회  | 6월 29일 | 3.1%           | -            |        |
| 제6회  | 6월 30일 | 4.3%           | 4.4%         |        |
| 제7회  | 7월 6일  | 3.5%           | 3.4%         |        |
| 제8회  | 7월 7일  | 3.5%           | 3.6%         |        |
| 제9회  | 7월 13일 | 2.7%           | -            |        |
| 제10회 | 7월 14일 | 2.6%           | -            |        |
| 제11회 | 7월 20일 | 2.7%           | -            |        |
| 제12회 | 7월 21일 | 3.3%           | 3.2%         |        |
| 제13회 | 7월 27일 | 2.6%           | -            |        |
| 제14회 | 7월 28일 | 2.5%           | -            |        |
| 제15회 | 8월 3일  | 2.4%           | -            |        |
| 제16회 | 8월 4일  | 3.0%           | -            |        |

## 수상
- 2022년 KBS 연기대상 여자 신인상 (서현)
- 2022년 KBS 연기대상 베스트커플상 (나인우&서현)

## 참고 사항
- 윤상호 감독, 정인겸, 황영희, 김동영, 나인우는 2021년에 방송된 KBS 2TV 월화드라마 《달이 뜨는 강》 이후로 1년 만에 재회하는 작품이다.

- 전광렬과 서현은 2013년부터 2014년까지 방송된 SBS 주말극장 《열애》 이후 8년 만에 재회한다.

- 전광렬과 윤유선 그리고 차광수는 2007년부터 2008년까지 방송된 SBS 월화 대하드라마 《왕과 나》 이후 14년 만에 재회한다.